# Eleutherodactylus danae
Eleutherodactylus danae là một loài ếch trong họ Leptodactylidae.
Loài này có ở Bolivia và Peru.
Các môi trường sống tự nhiên của chúng là các khu rừng ẩm ướt đất thấp nhiệt đới hoặc cận nhiệt đới và các khu rừng vùng núi ẩm nhiệt đới hoặc cận nhiệt đới.